# カルロス・サアベドラ・ラマス
カルロス・サアベドラ・ラマス（スペイン語: Carlos Saavedra Lamas、1878年11月1日 - 1959年5月5日）は、アルゼンチンの学者、外交官で、1936年度のノーベル平和賞を受賞した。ラテンアメリカ人では初めての受賞だった。妻は前アルゼンチン大統領の娘である。

## 生涯
サアベドラはブエノスアイレスの貴族の家庭に生まれ、ブエノスアイレス大学から法学の博士号を受けた。その後ラプラタ国立大学の法学と社会学の講師となり、後に教授となった。
学者としての彼の業績は主に労働法に関するもので、労働の扱いについての国際的な枠組みの必要性を訴えた。1927年のCentro de legislacíon social y del trabajo、1924年のTraités internationaux de type social、1933年のCódigo nacional del trabajoなどの著作がある。国際労働機関の設立にも関わり、アルゼンチン国内の労働法の整備にも貢献した。
1906年には政治家に転身し、1908年には国会議員となって国際問題の解決に取り組んだ。1915年には教育大臣に就任した。
1932年から1938年にかけてはアグスティン・ペドロ・フスト大統領の下で外務大臣を務め、パラグアイとボリビアの間で起こったチャコ戦争の調停などノーベル平和賞の受賞理由となった数々の業績を打ち立てた。中でも、もし南米の2国間或いは他国間で戦争が起こった場合には、他の国が特別委員会を組織して停戦にあたり、停戦まで両国に外交的、経済的圧力をかけるとしたラテンアメリカ不戦条約は画期的なものであった。この条約は多くの南米の国で批准された。
1936年、彼は国際連盟の総会議長に選出された。1941年から1943年にかけて、彼はブエノスアイレス大学の総長を務め、その後も1946年まで教授として在籍した。